# (57424) Caelumnoctu
(57424) Caelumnoctu (wcześniejsze oznaczenie 2001 SP22) — planetoida z grupy pasa głównego asteroid okrążająca Słońce w ciągu 5 lat i 110 dni w średniej odległości 3,03 j.a. Została odkryta 16 września 2001 roku, w programie LINEAR. Nazwa planetoidy pochodzi od łac. zwrotu Caelum noctu znaczącego „Niebo nocą”. Została nadana z okazji 50 rocznicy nadawania comiesięcznego programu telewizyjnego „The Sky at Night” w telewizji BBC. Numer planetoidy „57424” wskazuje na datę pierwszej emisji 1957-4-24.